# 濱田浩輔
濱田 浩輔（はまだ こうすけ、1985年11月10日 - ）は、福岡県筑紫野市出身の日本の漫画家。

## 経歴
姉の影響で美術大学を受験するために絵を描き始める。そうして美術大学へ入学するも、イラストをノートに描いていたところを先生に見られ「こんなので飯食いたいんなら、大学に4年通う意味無いよ」と言われたため、すぐに退学してしまう。
19歳の頃、漫画家になることを目指し、『週刊少年ジャンプ』（集英社）のアシスタント募集に応募。アシスタント時代は2週間に1度、45ページの読み切りを描いては担当編集者に見せていた。『赤マルジャンプ』（集英社）2006 SPRINGに掲載された読切「リライト」で漫画家デビュー。
『週刊少年ジャンプ』2007年41号に、第3回ジャンプ金未来杯エントリー作品として読切『CLUTCH』を掲載。これを前身として『週刊少年ジャンプ』2008年27号から40号まで、スポーツ漫画『どがしかでん!』を連載する。
『週刊少年ジャンプ』2012年13号から40号まで、ラブコメディ漫画『パジャマな彼女。』を連載する。
2度の連載終了を経てアンケートシステムが自分と合わないと思い、ジャンプでの連載獲得を諦める。
その後、講談社へ活動の場を移す。2013年に『good!アフタヌーン』（講談社）32号より、『はねバド!』を連載開始。2018年にはアニメ化される。2019年の11月号で完結。
2022年、小学館へ活動の場を移す。同年に『ビッグコミックスピリッツ』（小学館）6号より、『レ・セルバン』を連載開始。

## 人物
好きな漫画は『太臓もて王サーガ』『銀魂』『SLAM DUNK』『めぞん一刻』等。また、『ピンポン』『魔法陣グルグル』『覇王大系リューナイト』も挙げている。漫画以外ではルネ・デカルト等の哲学書も読んでいる。
バスケットボールが趣味で、小3から高3まで、ずっとバスケットボール漬けの部活少年だった。そのため『パジャマな彼女。』連載時には部活動をしていない主人公に感情移入できなかったという。スポーツ観戦も趣味のひとつで、NBAやバドミントンの試合を観ている。
自画像は眼鏡をかけた男性。『はねバド!』単行本のおまけ漫画「著者近況物語。」では、ナース服を着た女性の姿で登場していた（元の男性の姿も一緒に登場している）。しかし、5巻から「ここは真剣に読ませましょう」ということになっておまけ漫画がカットされた。7巻で一度復活するも、以後は廃止されたため登場しなくなった。アニメで監督を務めた江崎慎平は、濱田のことを女性なのではないかと思って混乱していた。
絵柄については『はねバド!』4巻から大きく変化している。変化した理由については、「連載中に描きたいものがどんどん明確になっていった」「試合をより迫力あるものにするために模索していった結果」としている。また同時期に、ネームをB7サイズの小さいノートで作成するようになり、「ここにすばやく描くことで、絵にも勢いがつくような気がする」とインタビューで述べている。
大石浩二の連載作品『メゾン・ド・ペンギン』ではメインアシスタントを担当、当時は『ドラゴンボール』のデータカードダスにハマっていた。本編や単行本の書き下ろし漫画などで、濱田本人が何度か登場している。第51回の「“悪ガキ”から“不良”に」では、大石から「なんか街中っぽい背景お願いします」と指示を受けたが何故かパチンコ屋を描いてしまい、漫画のオチを急遽変更する事態になった。単行本第1巻と第3巻には大石への応援コメントとイラストを寄稿した。同じく大石の作品『いぬまるだしっ』でも手伝っており、単行本第1巻に天野洋一と合作したイラストを寄稿している。
天野洋一の連載作品『AKABOSHI -異聞水滸伝-』で作画の手伝いをした縁で、本作の第1話に『どがしかでん!』の登場人物が隠しキャラとして登場している。

## 作品リスト

### 漫画作品
- 2021年8月現在。
- デフォルトでの表記は発表順。他列でのソート後に再度発表順でソートするには、最左列を利用する。
- 「種」欄は連載か読切かで2種に大別。
- 「収」欄は収録単行本またはイラスト集を「略号x」の形で示す。略号対応については#漫画単行本を参照。
  - 「x」は初収録単行本での収録巻を示す。再出版で収録巻の異なる場合は脚注で補足。
  - 「未」は単行本未収録を示す。

|  | 連載作品 |  | 読切作品 |

|   | 作品名               | 種   | 発行   | 掲載誌                                          | 収  | 注記 |
| - | -------------------- | ---- | ------ | ----------------------------------------------- | --- | --- |
| 1 | リライト             | 読切 | 集英社 | 『赤マルジャンプ 2006 SPRING』                  | ど1 | 雑誌掲載デビュー作。バスケットボールを題材としたスポーツ漫画、45頁。                                                                                     |
| 2 | 流星ストーム         | 読切 | 集英社 | 『赤マルジャンプ 2007 WINTER』                  | ど2 | バスケットボールも含めた青春漫画。49頁。 前作『リライト』の登場人物の名前とキャラクターを一部使用している。                                              |
| 3 | CLUTCH               | 読切 | 集英社 | 『週刊少年ジャンプ』 2007年41号                 | 未  | 第3回ジャンプ金未来杯エントリー作品。 高校でのバスケットを題材としたスポーツ漫画。 『どがしかでん!』のプロトタイプ。                                     |
| 4 | どがしかでん!        | 連載 | 集英社 | 『週刊少年ジャンプ』 2008年27号 - 40号          | ど  | 『CLUTCH』の連載版。全13話。 |
| 5 | 戦国主義 信長×コント | 読切 | 集英社 | 『赤マルジャンプ 2009 SUMMER』                  | 未  | バスケットボール以外を題材とした初の作品。 |
| 6 | パジャマな彼女。     | 連載 | 集英社 | 『週刊少年ジャンプ』 2012年13号 - 40号          | ぱ  | ラブコメディ漫画。ジャンルは「恋愛ファンタジー」と称されている。全26話。                                                                                 |
| 7 | はねバド!            | 連載 | 講談社 | 『good!アフタヌーン』 2013年32号 - 2019年11月号 | は  | 高校女子バドミントンを題材にしたスポーツ漫画。全79話。 前作『パジャマな彼女。』と世界観を共有している。 出版社移籍後初の連載。小説化・アニメ化もされた。 |
| 8 | レ・セルバン         | 連載 | 小学館 | 『ビッグコミックスピリッツ』 2022年6号 - 連載中 | れ  | ダークファンタジー漫画。 出版社移籍後2度目の連載。 |

### 漫画単行本
書誌情報の詳細などについてはリンク先の各記事を参照。
- 2025年7月現在。
- 書名が同じ物は【 】内の注記で区分をつけている。
- デフォルトでの表記は作品毎にまとめて初巻の発行順とした。他列でのソート後にデフォルトの順へと戻すには、最左列を利用する。
- 「略」欄は上記#漫画作品の収録欄で用いている略号を示す。

|  | 連載作品 |  | 再出版 |

|   | 書名                       | 発行   | レーベル             | 判   | 発行年          | 巻 | 注記 | 略 |
| - | -------------------------- | ------ | -------------------- | ---- | --------------- | -- | --- | -- |
| 1 | どがしかでん!              | 集英社 | ジャンプ・コミックス | 新書 | 2008年          | 2  | 1巻に読切漫画『リライト』、2巻に『流星ストーム』収録。                                                               | ど |
| 2 | パジャマな彼女。【JC版】   | 集英社 | ジャンプ・コミックス | 新書 | 2012年          | 3  | | ぱ |
| 3 | パジャマな彼女。【新装版】 | 講談社 | アフタヌーンKC       | B6   | 2016年          | 2  | 出版社移籍に伴い再刊行。B6サイズの上下2巻で同時発売。 雑誌掲載時のカラー原稿を再現。下巻に書き下ろし漫画を追加収録。 | ぱ |
| 4 | はねバド!                  | 講談社 | アフタヌーンKC       | B6   | 2013年 - 2019年 | 16 | 第15巻はミニ画集が付属した特装版（プレミアムKC）も同時発売。                                                         | は |
| 5 | レ・セルバン               | 小学館 | ビッグコミックス     | B6   | 2023年 -        | 7  | | れ |

### その他
- 小説 はねバド！（著：望月唯一/2018年6月29日/講談社ラノベ文庫/ISBN 978-4-06-512573-1） - 原作・イラスト

## 師匠
- 大石浩二 - 『メゾン・ド・ペンギン』『いぬまるだしっ』連載時代[9]。